# Jack in the box
Jack in the boxJack-in-The-Box (també ho podem trobar escrit com a Jack-in-the-Box) és una obra per a piano escrita l'any 1899 pel compositor francès Erik Satie per una pantomima amb guió original (actualment perdut) del seu amic i il·lustrador Jules Dépaquit. Basant-nos en la correspondència que mantenia amb el seu germà Conrad Satie, el mateix compositor va definir l'obra com una "clownerie" més que com una pantomima.
La partitura manuscrita de Satie ens diu que l'obra va ser concebuda com una "pièce en deux actes" (obra en dos actes). Consta de tres parts:
- Prélude: Assez vif
- Entr'acte: Vif
- Final: Modéré

El manuscrit també ens revela que Satie tenia la intenció d'orquestrar la peça, ja que s'ha trobat algun esborrany que indica la instrumentació que tenia pensada, sobretot per al Prélude. Finalment Satie no va arribar a orquestrar l'obra; aquesta feina la va fer, l'any 1926, el compositor Darius Milhaud.

## Procès compositiu
Cada una de les parts en les quals està dividia l'obra conté tres "cançons" diferents, de vuit compassos de durada, les quals Satie repeteix en diferents tons, harmonitzacions, o les dues coses a la vegada. Les cançons en si mateixes tenen la redundància típica de la música popular de ball. Per altra banda, les configuracions en les que apareixen, són extraordinàriament cromàtiques, ratllant, a vegades, la bitonalitat. El resultat és una música amb una personalitat curiosament dividida: melodies simples però complexament harmonitzades.
Sembla que Satie no va tenir molts problemes per compondre les "cançons", una sola pàgina d'esbossos va ser suficient per a les tres idees melòdiques del Prèlude. En un altre full, la primera idea melòdica de l'Entr'acte apareix amb l'etiqueta de Modèle (model) com si hagués estat agafada d'alguna altra font. Per altra banda, Satie va omplir moltes pàgines experimentant amb l'harmonització: va provar patrons tipus oom-pah aplicats al piano per al Final; disposicions a l'estil de les seves composicions anteriors, com les Gnossiennes per al Prélude; així com un gran ventall de disposicions tant cromàtiques com diatòniques. A més a més, el fet que cada part de vuit compassos incloïa la repetició (variada o no) d'una frase de quatre compassos donava molta més llibertat per variar l'harmonització dins d'una mateixa part i no només entre elles.
Quan va arribar l'hora de construir peces en si utilitzant els diferents segments harmonitzats, Satie va adoptar els mateixos principis d'extensió formal que havia utilitzat durant la dècada de 1890: repeticions literals o transportades de petits blocs, amb l'única diferència que en el cas de Jack in The Box, aquests blocs són regulars, de vuit compassos en comptes de motius de durada irregular. El procés constructiu és molt fàcil de seguir en l'Entr'acte, ja que el mateix Satie va escriure una taula enumerant i ordenant les diferents repeticions o variacions de les tres idees melòdiques de la peça. Finalment no va seguir exactament la taula que havia escrit, de manera que el resultat final s'assembla més al següent dibuix, una espècie d'estructura cap-i-cua.
En la imatge a continuació es pot veure l'organització de les frases en les tres parts:
Prélude: per aquells familiaritzats amb els patrons estructurals de les cançons populars Americanes durant els anys 20 i 30, l'estructura AABA els pot resultar familiar. Tot i això aquesta estructura, en aquella època no tenia tanta importància com acabaria tenint més endavant i en cap cas Satie estava fent cap referència als compositors del Tin Pan Alley.
El Final sí que mostra un altre tipus de patró, les diferents parts estan disposades seguint el típic esquema XXY, repetit tres vegades, i acaba amb el mateix esquema però invertit YXX.
Al compondre Jack in The Box, Satie estava fent més o menys el mateix que quan havia treballat per Vincent Hyspa, harmonitzar melodies simples de caràcter popular. Tot i així ho va fer d'una manera molt diferent de la que probablement qualsevol dels dos hagués trobat apropiada per cançons de cabaret. Els patrons estructurals d'aquesta obra, si bé molt més complexos que en qualsevol de les seves cançons de cabaret (a partir de 1899 Satie es va guanyar la vida com a pianista de cabaret, adaptant més d'un centenar de cançons populars per piano, o piano i veu), són molt més senzills i clars que els patrons que van predominar en la música que es va escriure la dècada de 1890, en gran part degut a la naturalesa del material melòdic.

## Orquestració, adaptació per a ballet i estrena
Erik Satie va morir el dia 1 de juliol de l'any 1925. Després de la seva mort, el seu germà Conrad va parlar Darius Milhaud i tres amics més del compositor per anar a recollir els efectes personals de casa seva, abans de vendre'ls a través d'alguna subhasta. El mateix Milhaud va deixar escrita l'experiència: "un passadís estret, en el qual també hi havia un lavabo, donava a l'habitació on Satie no havia deixat entrar mai ningú, ni tan sols el conserge de l'edifici. La sola idea d'entrar-hi ens va molestar. Quina sorpresa ens vam endur quan vam obrir la porta! Semblava impossible que Satie hagués viscut en aquell ambient de pobresa. Aquell home, amb el seu vestit impecable, que el feia assemblar-se més a un model que a cap altra cosa, no tenia gairebé res: un llit miserable, una taula plena dels objectes més incongruents que et pots imaginar, una cadira i un armari amb mitja dotzena de vestits de pana nous, tot i que passats de moda, totalment idèntics. En cada cantonada de l'habitació hi ha piles de diaris vells, barrets i bastons per caminar. En el piano vell i mig trencat que tenia, amb els pedals lligats amb cordes […] vam trobar un llibre d'exercicis que contenia els manuscrits de Jack in The Box i de Geneviève de Brabant, dues composicions que Satie pensava que havia perdut en un autobús". Aquesta va ser la raó per la qual Satie no va arribar a orquestrar l'obra en vida.
Quan van trobar la partitura, Conrad Satie va donar els drets de l'obra durant cinc anys al Comte Etienne de Beaumont, qui estava organitzant un festival en memòria del compositor. Al mateix temps, Sergei Diaghilev també estava organitzant una vetllada en memòria d'Erik Satie, en la qual volia que s'hi representés Parade (ja se n'havia fet el ballet) i també el nou ballet basat en Jack in The box. Així doncs va signar un contracte amb de Beaumont que deia que Diaghilev "crearia un nou ballat basat en Jack in The Box, d'Erik Satie amb orquestació de Darius Milhaud". El contracte també especificava que de Beaumont contractaria i pagaria a Pablo Picasso pel disseny dels decorats i del vestuari, però que Diaghilev s'encarregaria de tots els costs de producció. El primer també financiaria el coreògraf, Léonide Massine, mentre que el segon, tot el que costessin els assajos. Posteriorment Massine va deixar la companyia per culpa d'un altre encàrrec a Londres i la feina de coreografiar el ballet va ser assignada a George Balanchine. Picasso, que només volia treballar amb Massine, també va renunciar. La feina de Picasso la va acabar fent André Derain.
Quan semblava que el ballet es podria estrenar, Diaghilev va decidir que no volia coproduir l'espectacle amb de Beaumont, així doncs l'obra va ser estrenada (només la música) al Téatre des Champs-Elysées, a París, el 17 de maig de l'any 1926. Tres dies després es va fimar un altre contracte on l'empresari rus es beneficiava dels drets d'ús teatral de l'obra durant 5 anys. Finalment, el ballet va ser estrenat al Téatre Sarah-Bernhardt el dia 3 de juny de l'any 1926.